# خرس‌نمایان
خرس‌نمایان (نام علمی: Notharctidae) نام یک تیره از راسته نخستی‌سانان است.